# Califanthura anophthalma
Califanthura anophthalma là một loài chân đều trong họ Paranthuridae. Loài này được Kussakin & Vasina miêu tả khoa học năm 1982.